# Alte Mühle Donsbrüggen
De Alte Mühle Donsbrüggen is een beltmolen in de Duitse plaats Donsbrüggen bij Kleef.

## Kenmerken
Het is een houten achthoekige korenmolen van het type achtkante bovenkruier. De molen staat op een lage belt naast enkele bedrijfsgebouwen. De hoogte van de molen tot de top van de kap bedraagt twintig meter. Het wiekenkruis heeft een doorsnede van ongeveer 21 meter. Het type van de wieken is ventiwieken.

## Geschiedenis
In 1821 werd de bouwvergunning afgegeven door de königlich preußischen Landrat in Kleef. De molen werd voltooid in 1824. Er werd in 1890 een stoommachine ingebouwd door Johannes Wilhelm Fallier. Er kwam toen ook een vijftien meter hoge schoorsteen bij. In 1904 werden jaloeziewieken en een kruiwerk aangebracht. In 1930 volgde de inbouw van een elektromotor voor een extra maalwerk. Het gebouw van de stoommachine met de schoorsteen werd in 1954 afgebroken.

## Restauratie
Tussen 1955 en 1963 werd de molen gerestaureerd. De oorspronkelijke houten verschaling werd vernieuwd en de molen kreeg Bilauwieken volgens het patent van Kurt Bilau.

## Gebruik
De Alte Windmühle Donsbrüggen wordt beheerd door de Alte Mühle Donsbrüggen - Mühlenmuseum e.V. en wordt door een team van vrijwilligers voor demonstraties en als molenmuseum gebruikt. Het kleine museum presenteert schaalmodellen van molentypes door de eeuwen heen. Ook wordt de werkwijze van de molen audiovisueel uiteengezet. De molen en de Backstube zijn in de zomermaanden enkele dagen per week geopend.

## Afbeeldingen

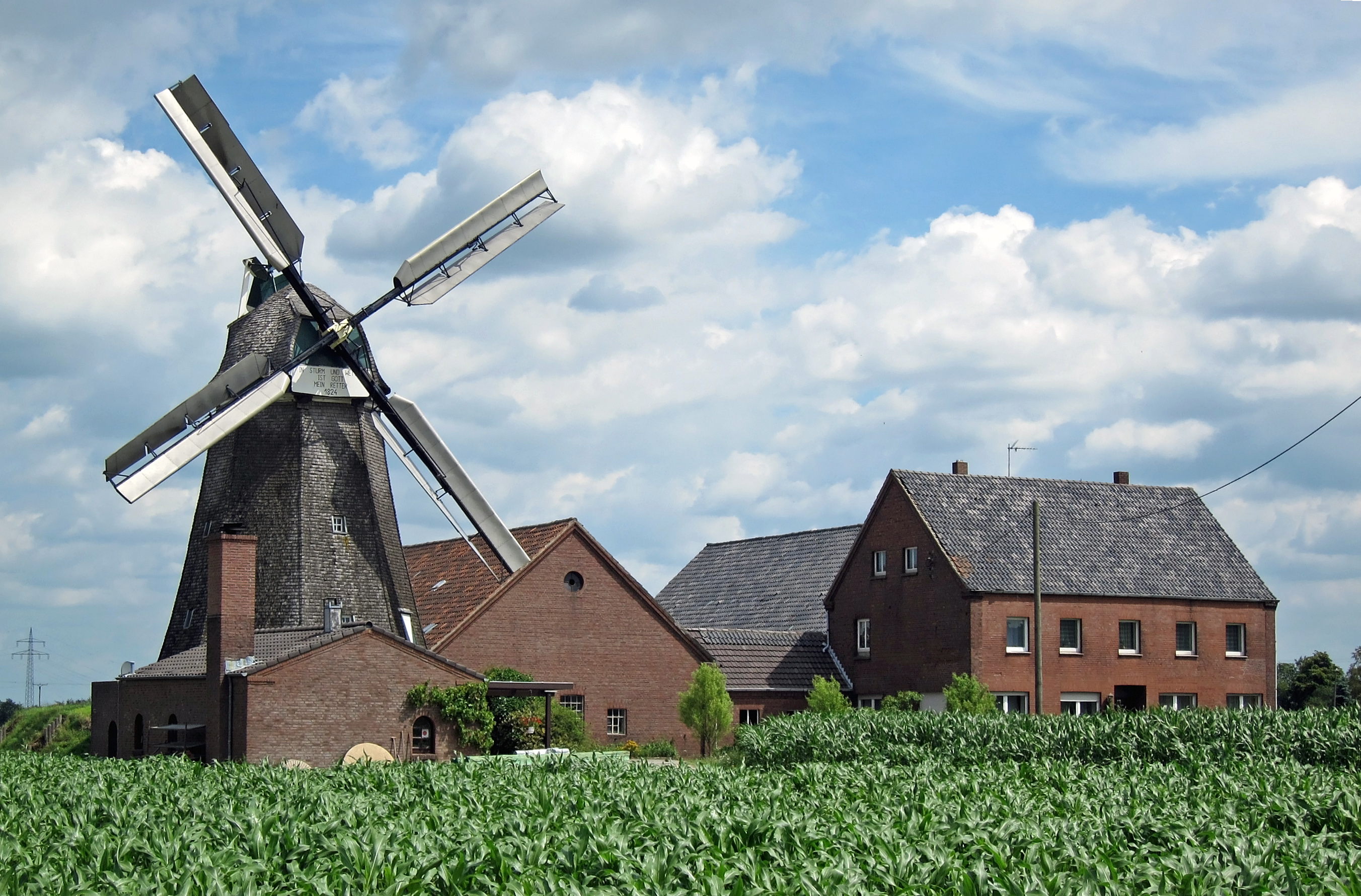
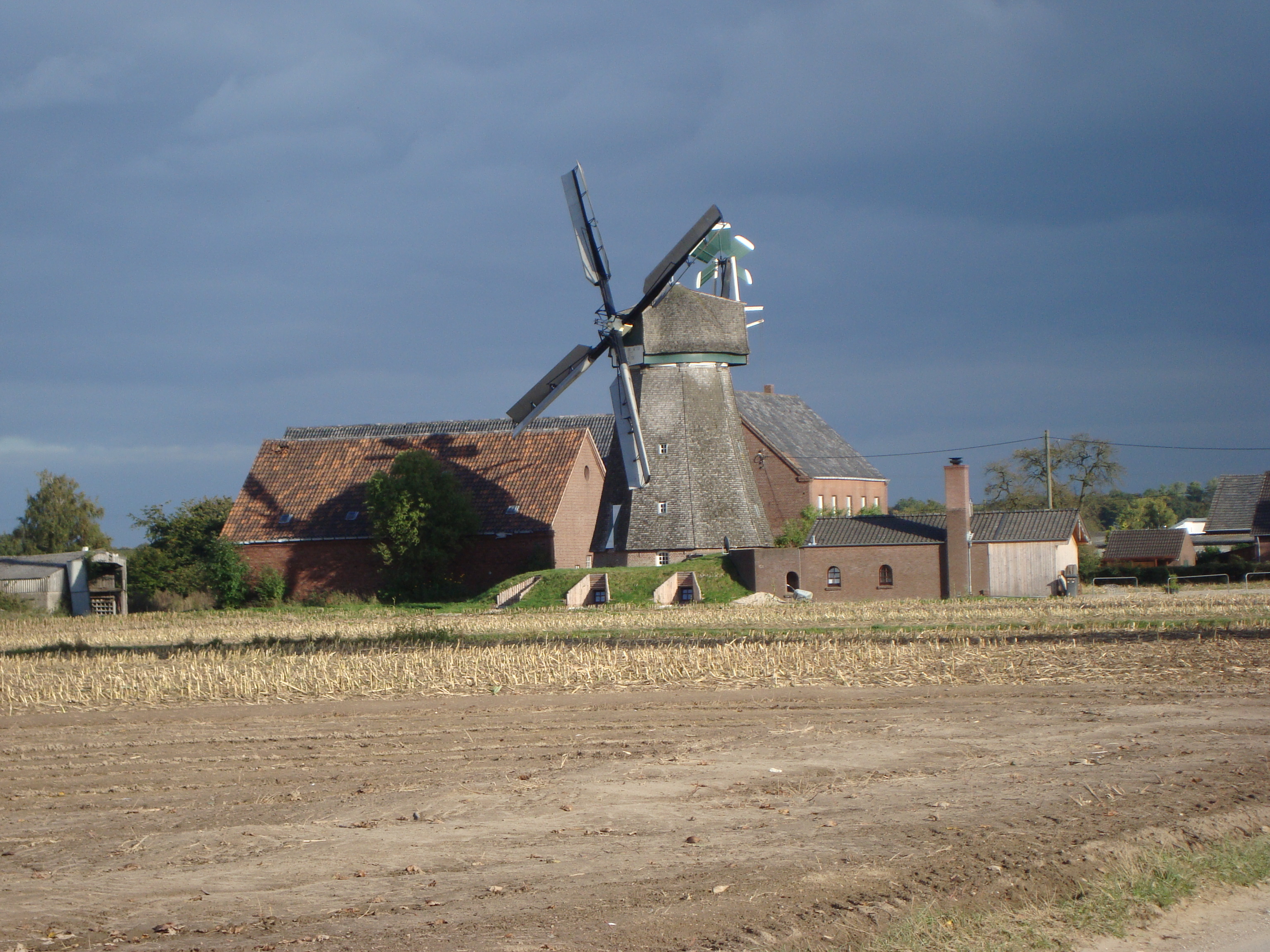
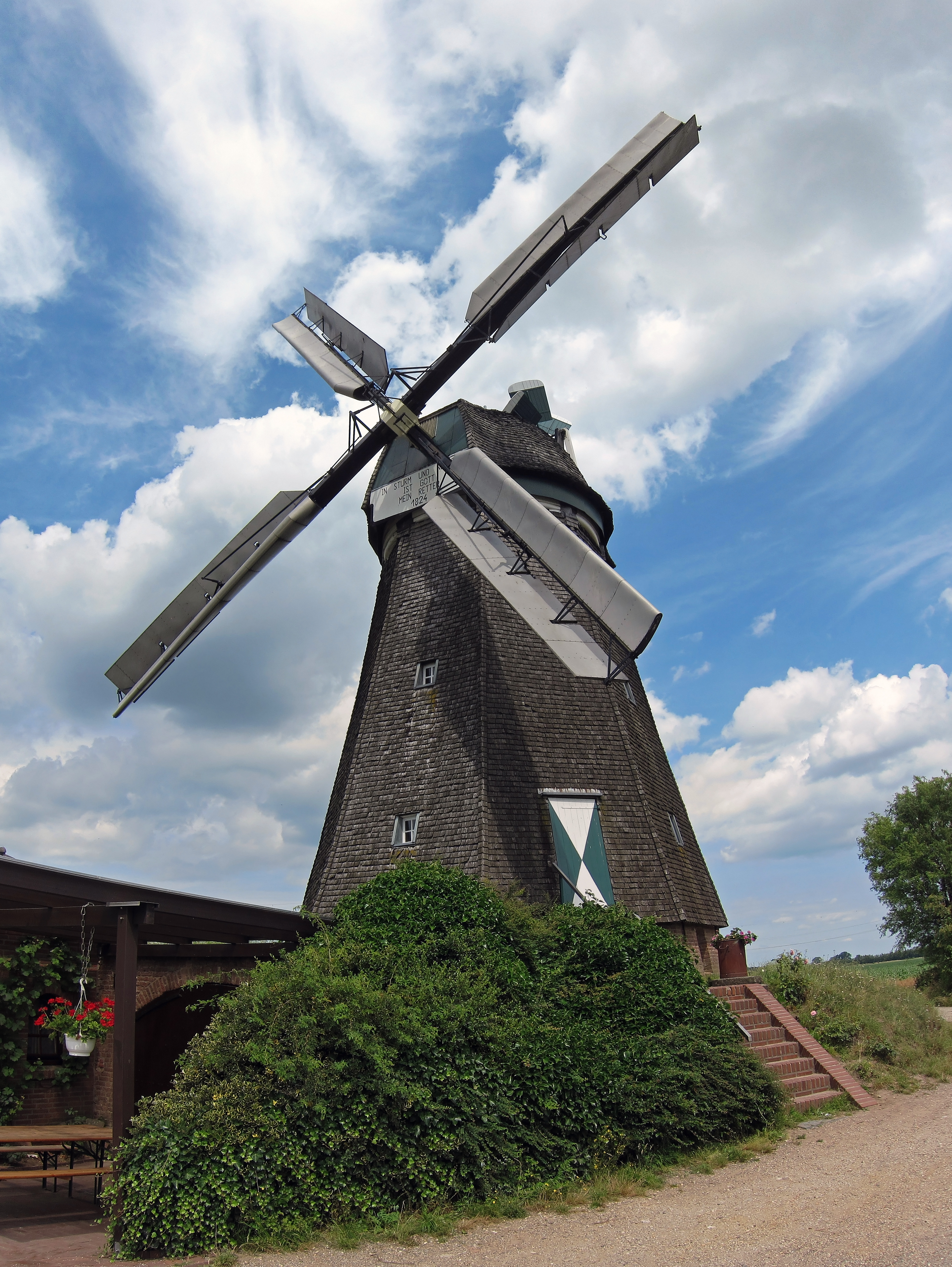
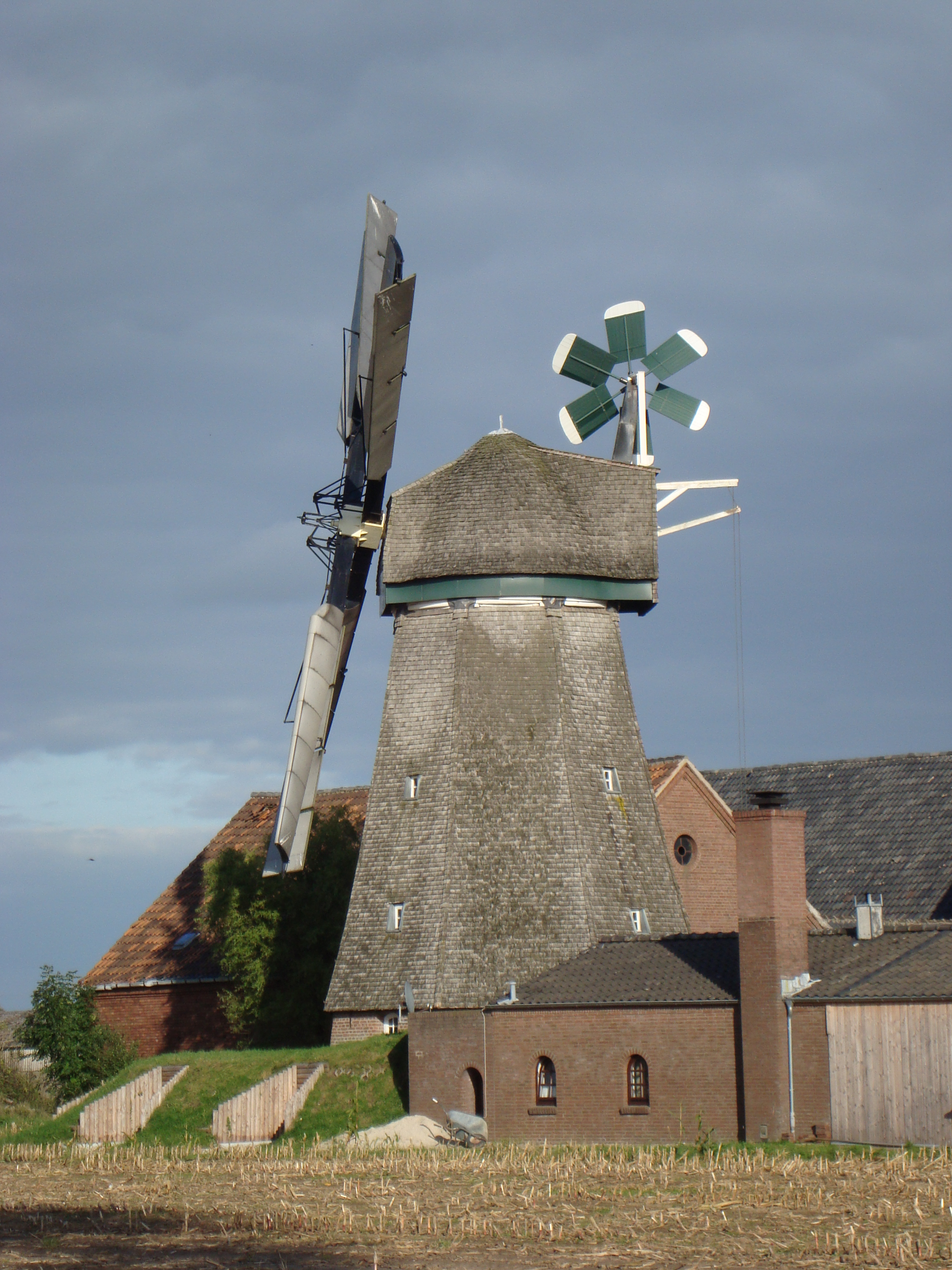

- Virtual International Authority File: 236184428